# Żukówko (województwo pomorskie)
Żukówko (kaszub. Żukówkò) – wieś kaszubska w Polsce na Pojezierzu Bytowskim położona w województwie pomorskim, w powiecie bytowskim, w gminie Parchowo. Wieś jest siedzibą sołectwa Żukówko, w którego skład wchodzą również miejscowości Soszyca, Struga i Bylina. Miejscowość jest również placówką Ochotniczej Straży Pożarnej. Na wschód od Żukówka znajduje się Jezioro Żukówko.
Wieś szlachecka położona była w II połowie XVI wieku w powiecie mirachowskim województwa pomorskiego. W latach 1975–1998 miejscowość administracyjnie należała do województwa słupskiego.

## Historia
Od końca I wojny światowej wieś znajdowała się krótko w granicach Polski (powiat kartuski). 13 września 1920 roku po skorygowaniu ówczesnej granicy polsko-niemieckiej znalazła się w granicach Niemiec. Do 1935 roku obowiązującą nazwą niemieckiej administracji dla Żukówka było niem. Zukowken, dawniej Szukowska. W 1936 roku nazwa Zukowken została przez nazistowskich propagandystów niemieckich (w ramach szerokiej akcji odkaszubiania i odpolszczania nazw niemieckiego lebensraumu) zweryfikowana jako zbyt kaszubska i przemianowana na nowo wymyśloną i bardziej niemiecką - Treuenfelde.

## Zabytki
Według rejestru zabytków NID na listę zabytków wpisana jest szachulcowa stodoła w zagrodzie nr 39 z poł. XIX w., nr rej.: 902 z 13.02.1975.